# Herluf Bidstrup
Christian Hans Herluf Bidstrup (født 10. september 1912 i Berlin, død 26. december 1988 i Lillerød) var en dansk kunstner og satiriker.
Søn af dekorationsmaleren Hermod Gustav Bidstrup og Augusta Emma Bertha Schmidt. Debuterede som tegner på sin 20 års fødselsdag i 1932 i Berlingske Tidende, men havde allerede i en alder af 14 år haft to tegninger med på en udstilling om børnekunst i Kunstboden i Hyskenstræde i København.
Bidstrup var ansat som bladtegner på den kommunistiske avis Land og Folk efter 2. verdenskrig frem til sin død i 1988. Uddannet som maler på Kunstakademiet. Har givet bidrag til bøger og tidsskrifterne Hjemmet Søndag, Kulturkampen og Social-Demokraten i mellemkrigsårene. Under Anden Verdenskrig tegnede han for Social-Demokraten og Ellen Hørups Forældrebladet. Efter besættelsen tegnede han for Frit Danmark.
Udover sin omfattende bladtegnings virksomhed, producerede Bidstrup også plakater og han illustrerede talrige bøger og litterære udgivelser, heriblandt Dekameron (Boccaccio), Djævlens Penge (Hans Kirk), enkelte udgivelser af Hans Scherfig, diverse børnebøger, lærebøger i ind- og udland, samt egne og kollaborative rejsebeskrivelser.
Bidstrup havde mange udlandsophold over hele verden, især talrige besøg i de daværende socialistiske lande, og han var i sin tid blandt de mest kendte danske kunstnere i udlandet. I den tidligere Østblok bidrog han blandt andet til den sovjetiske avis Pravda og han lavede tegnefilm i DDR.

## Priser og udmærkelser
Herluf Bidstrup modtog en lang række priser, især i udlandet og internationalt. Mange af priserne var relaterede til den internationale socialistiske og kommunistiske bevægelse, men ikke alle.
- Lenins fredspris, 1964
- Arbejdets røde fanes orden, USSR
- Æresmedlem af Unescos internationale Kunstnerforbund, 1974
- Æresmedlem af det sovjetiske Kunstakademi, 1974
- Flere ordener og priser fra DDR, USSR og Bulgarien, heriblandt æresborger i den bulgarske by Gabrovo
- Kulturfondens hæderspris, 1981